# Phaeostigma
 Phaeostigma   Muldashev, 1981 è un genere di piante angiosperme dicotiledoni della famiglia delle Asteraceae, sottofamiglia Asteroideae, tribù Anthemideae (Asian-southern African grade) e sottotribù Artemisiinae.

## Etimologia
Il nome del genere deriva da due parole greche: "phaeo" (= scruro, bruno) e "stigma" (= stigma, punto).
Il nome scientifico del genere è stato definito dal botanico A.A. Muldashev (1954-) nella pubblicazione " Botanicheskii Zhurnal. Moscow & Leningrad [St. Petersburg]" ( Bot. Zhurn. (Moscow & Leningrad) 66(4): 586 ) del 1981.

## Descrizione
Portamento. Le specie di questo genere sono erbe perenni, oppure subarbusti. L'indumento consiste in brevi peli medifissi.
Fusto. La parte aerea in genere è eretta, semplice o ramosa. 
Foglie. Le foglie lungo il caule sono disposte in modo alterno con lamina intera, pennatifida o appena lobata.
Infiorescenza. Le sinflorescenze sono formate da piccoli capolini raccolti in modo corimboso. Le infiorescenze vere e proprie sono composte da un capolino terminale peduncolato di tipo disciforme. I capolini sono formati da un involucro, con forme emisferiche, composto da diverse brattee, al cui interno un ricettacolo fa da base ai fiori di due tipi: fiori del raggio (qui assenti) e fiori del disco. Le brattee, piatte e a consistenza erbacea, sono disposte in modo più o meno embricato su più serie (da 3 a 4). Il ricettacolo, convesso, è sprovvisto di pagliette avvolgenti la base dei fiori. Le brattee al margine sono scariose e colorate di bruno.
Fiori.  I fiori sono tetra-ciclici (formati cioè da 4 verticilli: calice – corolla – androceo – gineceo) e pentameri (calice e corolla formati da 5 elementi). Si distinguono in:
- fiori del raggio (esterni): sono assenti; sono sostituiti da una riga di fiori femminili fertili;
- fiori del disco (centrali): sono più numerosi con forme brevemente tubulose (attinomorfe); sono ermafroditi fertili.

- Formula fiorale:

*/x K {\displaystyle \infty }, [C (5), A (5)], G 2 (infero), achenio
- Calice: i sepali del calice sono ridotti ad una coroncina di squame.

- Corolla:

- fiori del disco esterni: la forma della corolla è snella con 2 - 4 lobi;
- fiori del disco interni: la forma è tubulare bruscamente divaricata in 5 lobi; i lobi, eretti, hanno una forma deltata; il colore in genere è giallo.

- Androceo: l'androceo è formato da 5 stami (alternati ai lobi della corolla) sorretti da filamenti generalmente liberi e sottili; gli stami sono connati e formano un manicotto circondante lo stilo. Le antere possono essere sia di tipo basifissa che medifissa (ossia attaccate al filamento per la base – nel primo caso; oppure in un punto intermedio – nel secondo caso).[12] Questa caratteristica ha valore tassonomico in quanto distingue i generi gli uni dagli altri. Normalmente le antere variano da ottuse (arrotondate) a leggermente appuntite alla base (o anche caudate); in alcune specie le appendici sono triangolari, lineari o ellittiche. Il tessuto endoteciale (rivestimento interno dell'antera) non è polarizzato. Il polline è sferico con un diametro medio di circa 25 micron;  è tricolporato (con tre aperture sia di tipo a fessura che tipo isodiametrica o poro) ed è più o meno echinato (con punte sporgenti).

- Gineceo: l'ovario è infero uniloculare formato da 2 carpelli. Lo stilo (il recettore del polline) è profondamente bifido (con due stigmi divergenti) e con le linee stigmatiche marginali separate o contigue. I due bracci dello stilo hanno una forma troncata e sono colorati di bruno.

Frutti. I frutti sono degli acheni con pappo. Gli acheni hanno una forma obovoide con 4 - 6 coste longitudinali; l'apice in genere è provvisto di minuti denti. Il pericarpo è privo delle cellule mucillaginifere e delle sacche di resina.

## Biologia
Impollinazione: l'impollinazione avviene tramite insetti (impollinazione entomogama tramite farfalle diurne e notturne).

Riproduzione: la fecondazione avviene fondamentalmente tramite l'impollinazione dei fiori (vedi sopra).

Dispersione: i semi (gli acheni) cadendo a terra sono successivamente dispersi soprattutto da insetti tipo formiche (disseminazione mirmecoria). In questo tipo di piante avviene anche un altro tipo di dispersione: zoocoria. Infatti gli uncini delle brattee dell'involucro (se presenti) si agganciano ai peli degli animali di passaggio disperdendo così anche su lunghe distanze i semi della pianta. Inoltre per merito del pappo (se presente) il vento può trasportare i semi anche a distanza di alcuni chilometri (disseminazione anemocora).

## Distribuzione e habitat
Le specie di questo genere sono distribuite in Cina.

## Sistematica
La famiglia di appartenenza di questa voce (Asteraceae o Compositae, nomen conservandum) probabilmente originaria del Sud America, è la più numerosa del mondo vegetale, comprende oltre 23.000 specie distribuite su 1.535 generi, oppure 22.750 specie e 1.530 generi secondo altre fonti (una delle checklist più aggiornata elenca fino a 1.679 generi). La famiglia attualmente (2021) è divisa in 16 sottofamiglie; la sottofamiglia Asteroideae è una di queste e rappresenta l'evoluzione più recente di tutta la famiglia.

### Filogenesi
Il gruppo di questa voce è descritto nella tribù Anthemideae, una delle 21 tribù della sottofamiglia Asteroideae). In base alle ultime ricerche nella tribù sono stati individuati (provvisoriamente) 4 principali lignaggi (o cladi): "Southern hemisphere grade", "Asian-southern African grade", "Eurasian grade" e "Mediterranean clade". Il genere  Phaeostigma  (insieme alla sottotribù Artemisiinae) è incluso nel clade Asian-southern African grade..
Da un punto di vista filogenetico il genere Phaeostigma, nell'ambito della sottotribù, è posizionato in un clade politomico formato da quattro gruppi: (1) Artemisia Group; (2) Ajania Group; (3) generi Mausolea, Turaniphytum, Phaeostigma ; (4) generi Kaschgaria e Tridactylina.. Alcune checklist  descrivono le specie di questo genere all'interno del genere Ajania. In tassonomie precedenti il genere di questa voce era descritto all'interno del "Ajania Group".
I caratteri distintivi del genere sono:
- i lobi della corolla sono eretti;
- i bracci dello stilo sono colorati di bruno;
- il pericarpo è privo delle cellule mucillaginifere.

Il numero cromosomico delle specie di questo genere è: 2n = 18.
In base all'"orologio molecolare" questo genere ha iniziato a divergere tra 4 e 3 milioni di anni fa insieme ai generi Leucanthemella , Stilpnolepis e Filifolium .

### Elenco delle specie
Questo genere ha 3 specie:
- Phaeostigma quercifolia (W.W. Sm.) Muldashev
- Phaeostigma salicifolium (Mattf. ex Rehder & Kobuski) Muldashev
- Phaeostigma variifolium (C.C. Chang) Muldashev